# ГРОТ
«ГРОТ» — російський реп-гурт з міста Омськ. Гурт входив до творчого об'єднання ЗАСАДА Production. Складається з двох чоловік — Віталія Євсєєва та Дмитра Геращенка. Вони студенти-старшокурсники, вчаться на звукорежисерів.
Учасники піднімають патріотичні і релігійні теми, в текстах не розповідається про «життя на районі» і наркотики, а, навпаки, порушується антиалкогольна та антинаркотична тематика — зокрема, в композиціях «Алкотестер» та" Наркотестер"
|           | Серйозно ставляться до того, що роблять - і слова з ділом не розходяться. Взагалі, великі молодці. У них був перший виступ у Москві, де в залі хором звучали їхні тексти - я сам був здивований такій реакції, ну а вони були просто в шоці. |
| — Бледный | |

## Біографія
- 2000–2009 р. У цей період все розпочинається — перші вірші та спроби їх запису, перший зацікавлений погляд на світ мистецтва. Встає на довгу дорогу формування реп-дует з Омська, який у результаті буде називатися «ГРОТ».

- 2009 р. Травень. Виходить в світ дебютний інтернет-реліз «Никто, кроме нас». Вісім треків та півтора року кропіткої, виснажливої роботи. З його випуском допоміг Андрей Бледный, засновник лейблу ЗАСІДКА Production і учасник гурту «25/17»

У червні, після першого виступу в Москві «ГРОТ» вступають до лав об'єднання ЗАСАДА Production.
- 2010 р. Січень. Спільний ЕР «ГРОТ» та «25/17» «Сила сопротивления», записаний під біти Кита з «МСК» — перша робота в рамках ЗАСАДИ. Клуб, в якому проходив концерт-презентація цього ЕР, не вмістив усіх охочих. Через місяць «ГРОТ» та «25/17» дали повторний концерт у просторішому клубі (місткістю до 1000 чоловік), тим не менше, і він був забитий під зав'язку.

- 2010 р. У квітні був випущений другий продукт від групи «ГРОТ», під назвою «Вершители судеб», презентація якого пройшла в трьох містах — Москва, Санкт-Петербург, Омськ.

- 2010 р. Осінь. збірку реміксів і нових треків «Личная Вселенная» — «Всё это только самое начало, только старт!». Гурт «ГРОТ» припиняє відносини з лейблом ЗАСАДА Production через його закриття.

- 2011 р. Лютий. Спільний EP з «D-MAN 55» — «В завтра».

## Дискографія
- ГРОТ та D.A.P.A. — AviaБАЗА Rec (2008)

1. Богом Забытое Место
2. Сердце Города feat. Milana May, Wenom (Неизвестные)
3. (Отсутствует) В чём сила feat. D-MAN 55 (Сибирский Синдикат)
4. Д. З.Б. (Update)
5. В круге первом
6. В стопках старых стихов…
7. Ленинградский
8. О. М.С. К.
9. Д. З.Б.
10. Дороти
11. Ещё Не Стал Жрецом
12. Караготы
13. На Развилке feat. Пруф
14. Несущие слово feat. Jeton (Отрицательное Влияние), Wenom (Неизвестные)
15. Ночи летят зря
16. Попка feat. Тамагочи (Сибирский Синдикат)
17. Фосген
18. Шелуха feat. Wenom (Неизвестные)
19. Bonus: Сибирский Сидикат — Respect (джингл магазину одежды) feat. Stepashka

- Никто, кроме нас (2009)

1. Поселковые вечера
2. Безнадёжно
3. Алкотестер
4. Рубежи п.у. D-MAN 55
5. Слово
6. Сыны Сибири п.у. 25/17 (Бледный, Ант)
7. Никто, кроме нас
8. В чём сила? п.у. D-MAN-55

- 2Г5Р1О7Т («ГРОТ» и «25/17») «Сила сопротивления» (2010)

1. Сила сопротивления feat. Арни
2. Дым
3. Наркотестер feat. Глаз (Идефикс)
4. Огонь (25/17)
5. Победители (ГРОТ)

- Вершители судеб (2010)

1. За час до наступления
2. Малосемейка
3. Быть похожим на тебя
4. Одна минута
5. Вершители судеб
6. Безнаказанность
7. Кровь с кислородом
8. Мы ждём тебя

- Личная Вселенная (2010)[1]

1. Смотри (prod. Кит МСК + Кто-то из ГРОТа)
2. Рубежи (remix Кит МСК)
3. Живая энергия уч. D-MAN 55, Супец (prod. Кит МСК + Кто-то из ГРОТа)
4. Алкотестер (remix Dj Navvy)
5. Иду на тепло (prod. Кит МСК + Кто-то из ГРОТа)
6. Быть похожим на тебя (remix Dj Navvy)
7. Личная Вселенная (prod. Кит МСК + Кто-то из ГРОТа)
8. Победители (Remix Максон)
9. Безнаказанность (prod. Кит МСК)
10. Кровь с кислородом уч. Ант (Remix Ант)
11. Самым лучшим (prod. Кит МСК + Кто-то из ГРОТа)

- ГРОТ 55 («ГРОТ» и «D-MAN 55») «В завтра» (2011)

1. В завтра (Скретч DJ PATZ КИТ prod.)
2. Следы (КИТ prod.)
3. Мертвечина при уч. Супец (КИТ prod.)
4. Кино (КИТ prod.)
5. Пообещай (КИТ prod.)

- ГРОТ - Братья по умолчанию (2013)

1. Телефон
2. Всё хорошо
3. Веретено
4. Дети нулевых
5. Зеркальный век
6. Я реален
7. Ребус
8. Братья по умолчанию
9. Духовная археология
10. Новенький
11. Держись, малой
12. Из точек и скобок
13. Проводник
14. Учителям
15. Незримая стража